# Pierre Guillaumat
Pierre Lucien Jean Guillaumat (* 5. August 1909 in La Flèche, Département Sarthe; † 28. August 1991 in Villeurbanne) war ein französischer gaullistischer Politiker und Manager der Energiewirtschaft. Er führte ab 1945 das Bureau de recherche de pétrole, aus dem 1965 das staatliche Erdölunternehmen ERAP und 1976 der Konzern Elf Aquitaine hervorging. Guillaumat war von 1958 bis 1960 der erste Verteidigungsminister der Fünften Republik. 

## Leben
Er war der Sohn des Offiziers Adolphe Guillaumat und der Louise, geborene Bibent. Seit 1928 studierte er an der École polytechique, zunächst in Toulouse, dann in Paris. Nach dem Abschluss der École des mines de Paris 1933 wurde er als Ingenieur des Corps des mines in den Staatsdienst aufgenommen. Von 1934 bis 1939 war er Leiter der Bergwerksverwaltung in Französisch-Indochina, von 1939 bis 1943 der in Französisch-Tunesien. Während des Zweiten Weltkriegs war er dort für den Geheimdienst des Freien Frankreichs BCRA tätig. Im Februar 1946 heiratete er Monique Villemain, mit der er drei Kinder hatte.
Nach der Befreiung Frankreichs wurde Guillaumat im August 1944 vom Industrieminister in der Provisorischen Regierung unter Charles de Gaulle in die Direktion der „Abteilung für Brennstoffe“ (direction des carburants) berufen. Er war von 1945 bis 1950 sowie von erneut von 1955 bis 1959 Direktor der staatlichen „Verwaltung für die Erdölforschung“ (Bureau des recherches de pétrole) und von 1951 bis 1958 Generaldirektor des Kommissariates für Atomenergie. Aufgrund seiner Funktionen hatte er maßgeblichen Anteil am französischen Kernwaffenprogramm.
Guillaumat war einer der Hauptakteure des Gaullismus. Nach Gründung der Fünften Republik war er vom 1. Juni 1958 bis zum 5. Februar 1960 Verteidigungsminister unter Präsident Charles de Gaulle und Premierminister Michel Debré. In dieser Zeit kämpfte Frankreich im Algerienkrieg gegen die Nationale Befreiungsfront (FLN). Während Guillaumats Amtszeit wurde Folter bei der Befragung von Gefangenen untersagt und die Militärjustiz reformiert. Im September 1959 kündigte de Gaulle eine schrittweise Einräumung der Selbstverwaltung Algeriens an, wogegen militante Unabhängigkeitsgegner in der Semaine des barricades von Algier im Januar 1960 einen Putsch versuchten. Nach dessen Scheitern bildete der Präsident am 5. Februar 1960 das Kabinett um und ersetzte Guillaumat als Armeeminister durch Pierre Messmer. Guillaumat wurde anschließend beigeordneter Minister des Premierministers, zuständig für Atomenergie, Forschung und öffentlichen Dienst. Nach der Ernennung des bisherigen Bildungsministers Louis Joxe zum Minister für algerische Angelegenheiten übernahm Guillaumat zusätzlich vom 23. November 1960 bis zum 20. Februar 1961 interimsweise die Leitung des Bildungsministeriums. Mit dem Ende des Kabinetts Debré am 14. April 1962 schied auch Guillaumat aus der Regierung aus.
Guillaumat wurde 1962 Président-directeur général (Generaldirektor und Präsident des Verwaltungsrats) der Union générale des pétroles (UGP), zu der in diesem Jahr die Régie autonome des pétroles (RAP), die Société nationale de recherche et d’exploitation de pétrole en Algérie (SN-REPAL) und das Groupement des exploitants pétroliers (GEP) zusammengeschlossen wurden. Damit wollte die Regierung de Gaulles ein eigenes Erdölraffinerie- und -vertriebsnetz aufbauen. Die UGP wiederum wurde 1966 mit dem Bureau des recherches de pétrole (BRP) und der Société nationale des pétroles d’Aquitaine (SNPA) zur staatseigenen Entreprise de recherches et d’activités pétrolières (ERAP) fusioniert, deren Führung ebenfalls Guillaumats übernahm. Der staatliche Ölkonzern trat ab 1967 unter der Marke Elf am Kraftstoffmarkt auf, bevor er 1976 den Namen Elf Aquitaine annahm. Guillaumat stand ihm bis zu seiner Pensionierung im August 1977 als Präsident vor. Unter seiner Führung mischten sich die französischen Erdölunternehmen massiv in die Politik ölfördernder Staaten in Afrika ein, insbesondere in Gabun und der Republik Kongo, die sich nach der Unabhängigkeit von Frankreich zu Rentier-Staaten entwickelten. Des Weiteren war er von 1965 bis 1966 Präsident des staatlichen Energiekonzerns Électricité de France (EDF).
Nach seiner Pensionierung wurde er Präsident des Comité des relations industrielles au CNRS, das die Beziehungen zwischen dem nationalen Forschungsrat CNRS und Industrieunternehmen koordinierte. Außerdem engagierte er sich für die Krebsbekämpfung und Krebsforschung, indem der die Präsidentschaft der 1918 gegründeten Nationalen Liga gegen den Krebs (Ligue nationale contre le cancer) übernahm.
Er wurde auf dem Alten Friedhof von Neuilly-sur-Seine beigesetzt.

## Ehrungen und Auszeichnungen
Guillaumat war Träger des Großkreuzes der Ehrenlegion. Der 1977 vom Stapel gelaufene Tanker Pierre Guillaumat wurde nach ihm benannt.